# Piero Giunni
Piero Giunni (Villa Cortese, 1912 – Bondone, 2000) è stato un pittore italiano.

## Biografia
Lavora come decoratore e, prima dello scoppio della Seconda guerra mondiale, frequenta le Accademie di belle arti di Brera e Venezia. Esordisce nel 1949 alla galleria Annunciata di Milano con paesaggi ispirati alla pianura padana. Negli anni Cinquanta, a Parigi, conosce l'arte informale e evolve verso una pittura non figurativa. Nel 1951 partecipa alla VI Quadriennale di Roma e nel 1956 alla XVIII Biennale di Venezia dove vince il premio "per un giovane artista". Nel 1957 vince un premio acquisto alla quinta edizione del premio Spoleto. Nel 1962 la Galleria del Milione di Milano gli dedica una personale. Dal 1964 dipinge quasi sempre in campagna, presso un mulino vicino a Legnano dove si dedica alla rappresentazione del paesaggio padano e alla natura morta.
Diverse opere di Giunni figurano nelle collezioni della Fondazione Cariplo.

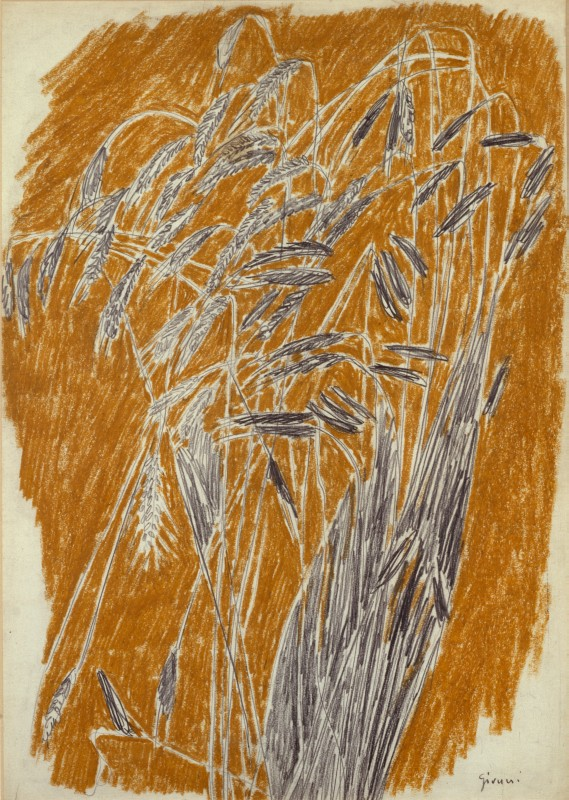
Frumento, 1957
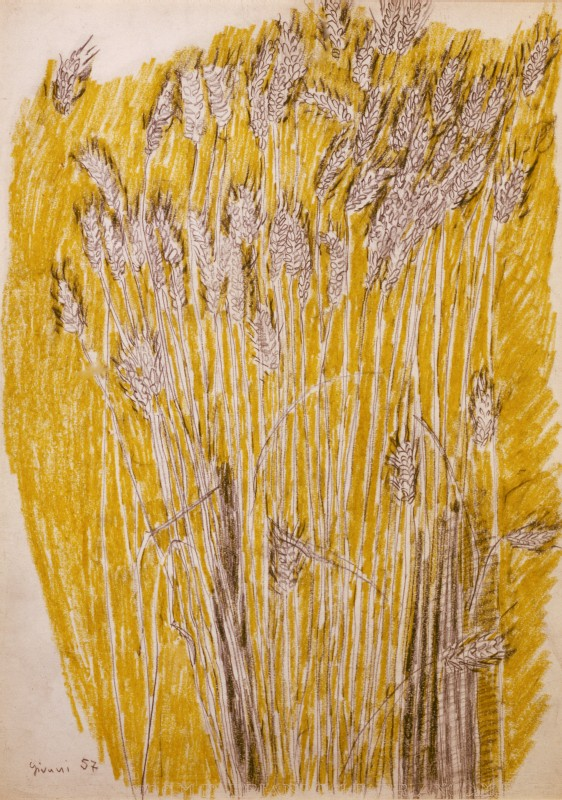
Frumento, 1957
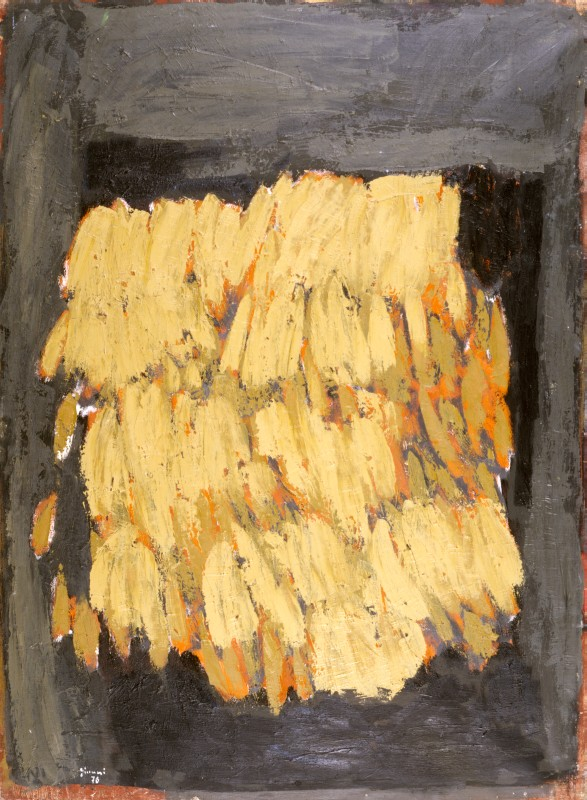
Rustico e granoturco, 1976
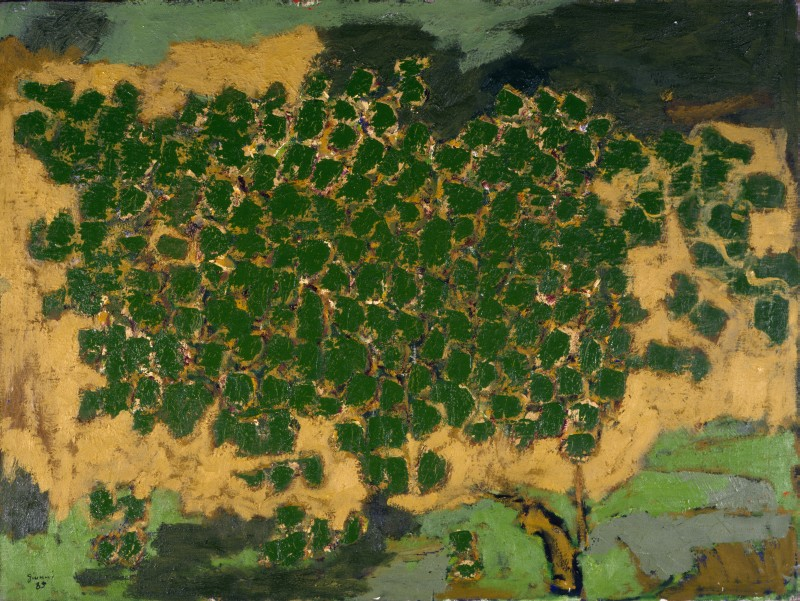
Stagione luminosa, 1985
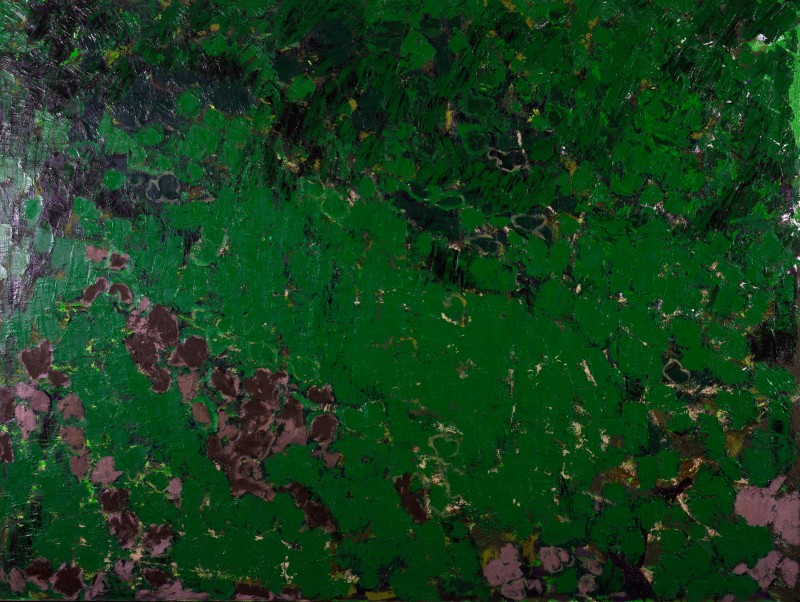
Estate verde, 1987-89